# 白蛇：浮生
《白蛇：浮生》是一部2024年中國奇幻愛情3D動畫電影，2019年電影《白蛇：缘起》及2021年電影《白蛇2：青蛇劫起》的續集。電影由陈健喜和李佳锴執導，王微編劇，追光动画製作，故事接續《白蛇：缘起》。本片2024年8月3日开启全国限时点映，2024年8月10日在中國七夕上映。

## 配音員
- 张喆配音小白[2]
- 杨天翔配音许仙[2]
- 唐小喜配音小青[2]
- 张赫配音李公甫[2]
- 刘琮配音法海[2]
- 郑小璞配音宝青坊主[2]
- 马程配音老狐狸宝青坊主
- 林强配音鼠妖
- 李楠配音白鹤童子

## 音樂
2024年7月23日，追光动画發表電影主題曲〈浮生一白〉，陈昊宇及陈丽君联袂献唱，大毛作詞，郭好為擔任作曲家兼音樂製作人。

## 外部連結
- 互联网电影数据库（IMDb）上《白蛇：浮生》的资料（英文）
- 豆瓣电影上《白蛇：浮生》的資料 （简体中文）